# 胭脂似火
《胭脂似火》是一部2024年中国大陆偶像剧，改编自花下客的短篇小说《胭脂围城》，由许佳琪、李卓扬领衔主演。本剧于2024年1月18日开机，同年2月6日杀青。于2024年8月22日在搜狐视频播出。

## 剧情简介
谢岚钦（许佳琪饰）本是生活在家族庇护下的柔弱女子，却因家庭巨变而被迫踏上复仇之路，与深爱的冯衍（李卓扬饰）忍痛分离。谢岚钦化身为带刺的蔷薇，独力寻求公正。然而，当她达成目的，蓦然回首，发现冯衍始终默默守护，不离不弃。这份深情促使谢岚钦决心勇敢追寻失去的爱情。

## 演员列表
| 演員   | 角色   | 介紹 |
| 许佳琪 | 谢岚钦 |      |
| 李卓扬 | 冯衍   |      |
| 薛卉葳 | 徐墨然 |      |
| 赵垣又 | 宋榆初 |      |
| 宋一雄 | 陈绍雄 |      |
| 崔谱元 | 曹司令 |      |

## 外部連結
- 网剧胭脂似火的新浪微博